# Bryan Lee O'Malley
Bryan Lee O'Malley   (London, 21 de febrer de 1979) és un dibuixant de còmics d'origen canadenc. El seu primera novel·la gràfica original va ser Lost at Sea (2003) i actualment es troba treballant en el projecte pel qual és més conegut i que compta actualment amb sis volums, la sèrie Scott Pilgrim (2004-present). Totes les seues novel·les gràfiques fins al moment han estat publicades per l'editorial Oni Press amb base en Portland, Oregon, Estats Units. O'Malley és també compositor i músic.
A més de les seues pròpies publicacions, O'Malley treballa com il·lustrador en la sèrie d'Oni Press, Hopeless Savages: Ground Zero, escrita per Jen Van Meter. També treballa com a lletrista en diverses historietes d'Oni Press, incloent la majoria dels treballs de Chynna Clugston realitzats entre el 2002 i el 2005.
En el 2005 O'Malley va guanyar el Doug Wright Award com el Millor Talent Emergent i va ser nominat per a 3 Harvey Awards. En el 2006 va ser nominat com Millor Escriptor Artista Humorístic en els Eisner Award i va guanyar lOutstanding Canadian Comic Book Cartoonist' en els Joe Shuster Awards.